# Kinderen voor Kinderen

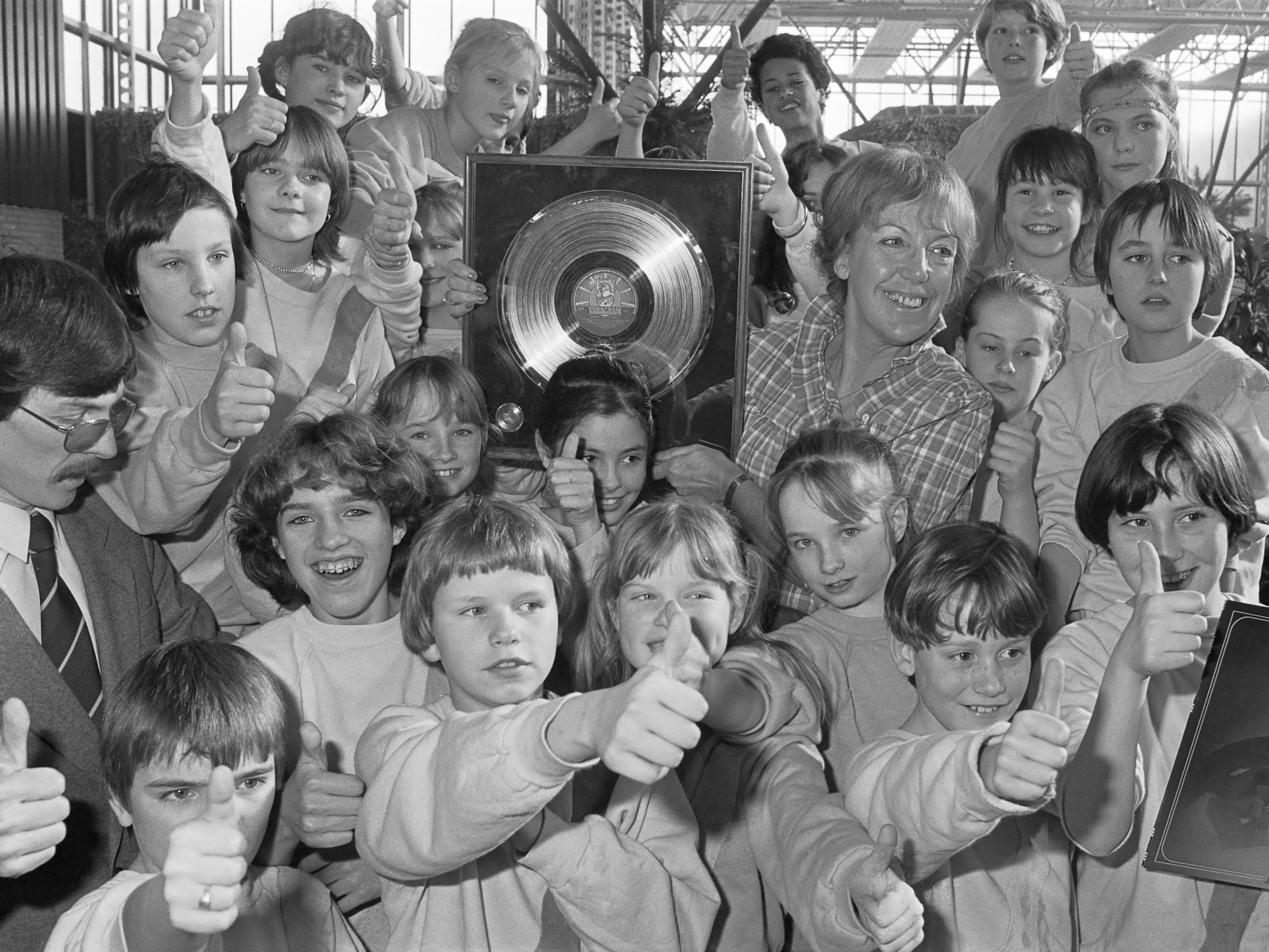
Flory Anstadt et Kinderen voor Kinderen en 1982.

Kinderen voor Kinderen  (en français Des enfants pour des enfants) est un chœur musical pour enfants aux Pays-Bas connu pour être diffusé sur la chaîne de télévision VARA, depuis les années 1980. En 2001, il se fait connaître avec le single Morgen is een droom (Demain est un rêve) et, au début 2005, il lance un disque dont les bénéfices iront aux victimes du tsunami en Asie .

## Éléments de chansons connues
- Ik heb zo waanzinnig gedroomd (1980)
- Op een onbewoond eiland (1981)
- Meidengroep (1983)
- Als de lichtjes doven (1984)
- Als ik de baas zou zijn van het journaal (1984)
- Ik ben toch zeker Sinterklaas niet (1986)
- Moeders wil is wet (1987)
- Ik wil een krokodil als huisdier (1988)
- Stuntelkampioen (1989)
- De Kerstezel (1990)
- Wakker met een wijsje (1991)
- Vuur en vlam (1992)
- Rauw en primitief (1993)
- Het tietenlied (1996) (chantée par Elize van der Horst)
- Het leven duurt een leven lang (1997)
- Sandwichkind (1998)
- Wij zijn vriendinnen (2000)
- Morgen is een droom (2001)
- Ik wil een huisdier (2003)
- Gouden Koets (2003)
- Doodgewone jongen (met ADHD) (2004)
- Mijn Mobiel (2004)
- Twee Vaders

## Site officiel
Kinderen voor Kinderen